# Choriphyllum saussurei
Choriphyllum saussurei är en insektsart som beskrevs av Bolívar, I. 1887. Choriphyllum saussurei ingår i släktet Choriphyllum och familjen torngräshoppor. Inga underarter finns listade i Catalogue of Life.